# Pachydactylus atorquatus
Pachydactylus atorquatus — вид геконоподібних ящірок родини геконових (Gekkonidae). Мешкає в Намібії і Південно-Африканській Республіці.

## Поширення і екологія
Pachydactylus atorquatus мешкають в долині Оранжевої річки та в сусідніх гірських районах на крайньому північному заході ПАР, від національного парка Ріхтерсвельд на захід до національного парку Ауграбіс, а також на півночі Намібії, в області Карас. Вони живуть на кам'янистих пустищах, на висоті від 500 до 800 м над рівнем моря.